# Озіно (Невада)
Озіно (англ. Osino) — переписна місцевість (CDP) в США, в окрузі Елко штату Невада. Населення — 668 осіб (2020).

## Географія
Озіно розташоване за координатами 40°56′27″ пн. ш. 115°39′40″ зх. д. / 40.94083° пн. ш. 115.66111° зх. д. (40.940944, -115.661083).  За даними Бюро перепису населення США в 2010 році переписна місцевість мала площу 6,42 км², уся площа — суходіл.

## Демографія
Згідно з переписом 2010 року, у переписній місцевості мешкало 709 осіб у 219 домогосподарствах у складі 181 родини. Густота населення становила 110 осіб/км².  Було 239 помешкань (37/км²).
Расовий склад населення:
| - 85,3 % — білих - 1,3 % — корінних американців - 0,3 % — азіатів - 0,1 % — чорних або афроамериканців - 7,6 % — осіб інших рас |

До двох чи більше рас належало 5,4 %. Частка іспаномовних становила 19,7 % від усіх жителів.
За віковим діапазоном населення розподілялося таким чином: 38,8 % — особи молодші 18 років, 56,1 % — особи у віці 18—64 років, 5,1 % — особи у віці 65 років та старші. Медіана віку мешканця становила 27,7 року. На 100 осіб жіночої статі у переписній місцевості припадало 100,3 чоловіків;  на 100 жінок у віці від 18 років та старших — 109,7 чоловіків також старших 18 років.
Середній дохід на одне домашнє господарство  становив 65 598 доларів США (медіана — 63 103), а середній дохід на одну сім'ю — 65 861 долар (медіана — 63 879). За межею бідності перебувало 16,3 % осіб, у тому числі 7,4 % дітей у віці до 18 років та 0,0 % осіб у віці 65 років та старших.
Цивільне працевлаштоване населення становило 435 осіб. Основні галузі зайнятості: роздрібна торгівля — 25,3 %, мистецтво, розваги та відпочинок — 24,1 %, науковці, спеціалісти, менеджери — 23,4 %.